# Birthday
«Birthday», és una cançó del grup de rock The Beatles que apareix en el seu desè àlbum, The Beatles (també conegut com a The White Album) de 1968. Aquesta cançó representa una tornada dels Beatles al rock and roll, encara que havent desenvolupat el seu propi estil amb un so molt hard rock més complex que la música dels seus primers anys. En les veus van col·laborar Pattie Boyd i Yoko Ono, parelles de George Harrison i John Lennon respectivament.

## Origen i enregistrament
La cançó va ser escrita i composta durant una sessió d'enregistrament en els Estudis de Abbey Road (ex Estudis EMI) el 18 de setembre de 1968 per Lennon-McCartney.
McCartney va dir en una entrevista: 
| «           | Vam pensar, per què no ens inventem alguna cosa? Així que vam començar amb un riff i la vam crear al voltant d'aquest. Així que és 50/50 de John i meva, feta al moment i gravada en la mateixa tarda. | » |
| — McCartney | |   |

John Lennon va dir en una entrevista a Playboy en 1980:
| «                      | «Birthday» va ser escrita en l'estudi, feta al moment. Crec que Paul va voler escriure una cançó com "Happy Birthday, Baby", el vell èxit dels 50 (de The Tune Weavers). Però més o menys ens la vam inventar a l'estudi, era unes escombraries | » |
| — John Lennon, Playboy | |   |

Birthday va ser l'última cançó que John i Paul van escriure junts abans de la ruptura del grup dos anys més tard.

## Versions
Paul McCartney va publicar una versió en directe de «Birthday» a l'octubre de 1990, que va aconseguir el lloc 29 en la llista britànica UK Singles Chart. El senzill va ser publicat en format CD i vinil, amb les cançons «Good Day Sunshine», «Let 'Em In» i «PS I Love You» com a cares B.
En l'aniversari número 70 de Ringo Starr Paul va tocar aquesta cançó per a ell. Pel mateix aniversari del propi McCartney, va rebre una versió per part de Paul Weller. Aquesta versió va estar accessible al públic per un sol dia el 18 de juny de 2012. Malgrat aquesta distribució limitada, va aconseguir el número 64 en les llistes de Regne Unit.

## Crèdits
- John Lennon: Veu, harmonies vocals, guitarra solista (Epiphone Casino), palmells.
- Paul McCartney: Veu, piano (Challen upright), guitarra solista (Epiphone Casino) i palmells.
- George Harrison: Guitarra baríton (Fender VI) i palmells.
- Ringo Starr: Bateria (Ludwig Super Classic), pandero, palmells.
- Pattie Boyd: Veus, palmells.
- Yoko Ono: Veus, palmells.
- Mal Evans: Palmells

Crèdits segons Beatles Music Story